# New England Patriots 2021
La stagione 2021 dei New England Patriots è stata la 52ª della franchigia nella National Football League, la 62ª complessiva e la 22ª con Bill Belichick come capo-allenatore.
Dopo avere terminato con un record di 7–9 la stagione precedente, la loro prima con un record negativo dal 2000, i Patriots spesero una cifra record di 163 milioni di dollari in soldi garantiti per firmare 11 free agent. I contratti maggiori furono dati al linebacker Matthew Judon, ai tight end Hunter Henry e Jonnu Smith, al cornerback Jalen Mills e al wide receiver Nelson Agholor. Nel Draft NFL 2021, New England selezionò il quarterback Mac Jones come 15º assoluto, il primo quarterback scelto nel primo giro dal club da Drew Bledsoe nel 1993.
I Patriots iniziarono la stagione con un record di 2–4 ma vinsero le successive sette partite e terminarono con un bilancio di 10–7 assicurandosi una wild card per i playoff. Lì furono sconfitti per 17–47 contro i Buffalo Bills, la peggior sconfitta nei playoff dell'era Belichick.

## Scelte nel Draft 2021
| Scelte dei Patriots nel Draft 2021 |        |                     |                    |                    |                    |
| Giro                               | Scelta | Giocatore           | Ruolo              | College            |                    |
| 1                                  | 15     | Mac Jones           | QB                 | Alabama            |                    |
| 2                                  | 38     | Christian Barmore   | DT                 | Alabama            |                    |
| 3                                  | —      | Selezione revocata  | Selezione revocata | Selezione revocata | Selezione revocata |
| 3                                  | 96     | Ronnie Perkins      | DE                 | Oklahoma           |                    |
| 4                                  | 120    | Rhamondre Stevenson | RB                 | Oklahoma           |                    |
| 5                                  | 177    | Cameron McGrone     | LB                 | Michigan           |                    |
| 6                                  | 188    | Joshuah Bledsoe     | FS                 | Missouri           |                    |
| 6                                  | 197    | William Sherman     | OT                 | Colorado           |                    |
| 7                                  | 242    | Tre Nixon           | WR                 | UCF                |                    |

## Staff
| Staff dei New England Patriots nel 2021 |
| --- |
| Organi dirigenziali - Chairman/CEO – Robert Kraft - Presidente – Jonathan Kraft - Direttore del personale dei giocatori – Nick Caserio - Assistente dir. personale giocatori - Dave Ziegler - Direttore degli osservatori del college – Vacante - Assistente dir. osservatori del college – Brian Smith - Direttore del personale professionistico – Vacante - Direttore amministrazione osservatori – Nancy Meier - Direttore ricerche del football – Ernie Adams - Director of Football/Head Coach Administration – Berj Najarian Capo allenatore - Bill Belichick Altri allenatori - Preparatore atletico – Moses Cabrera - Assistente p.a. – Deron Mayo Allenatori dell'attacco - Coordinatore offensivo – Josh McDaniels - Quarterback – Jedd Fisch - Running Back – Ivan Fears - Running Back/Kick Returner – Troy Brown - Wide Receiver – Mick Lombardi - Tight End/Fullback – Nick Caley - Offensive Line – Carmen Bricillo - Offensive Line – Cole Popovich - Assistente attacco – Tyler Hughes Allenatori della difesa - Defensive Line – DeMarcus Covington - Outside Linebacker – Steve Belichick - Inside Linebacker – Jerod Mayo - Cornerback – Mike Pellegrino - Safety – Brian Belichick - Assistente difesa – Vinnie Sunseri Allenatori dello special team - Coordinatore special team – Cameron Achord - Assistente special team – Joe Houston |

## Roster
| Roster dei New England Patriots nel 2021 |
| --- |
| Quarterback - 10 Mac Jones Running Back - 25 Brandon Bolden - 37 Damien Harris - 47 Jakob Johnson FB - 38 Rhamondre Stevenson - 42 J.J. Taylor - 28 James White Wide Receiver - 13 Nelson Agholor - 84 Kendrick Bourne - 15 N'Keal Harry - 16 Jakobi Meyers - 80 Gunner Olszewski PR - 18 Matthew Slater ST Tight End - 86 Devin Asiasi - 85 Hunter Henry - 81 Jonnu Smith Offensive Linemen - 60 David Andrews C - 77 Trent Brown T - 72 Yodny Cajuste T - -- Yasir Durant G - 75 Justin Herron T - 67 Ted Karras C - 69 Shaq Mason G - 71 Michael Onwenu G - 76 Isaiah Wynn T Defensive Linemen - 94 Henry Anderson DE - 70 Christian Barmore DT - 98 Carl Davis DT - 92 Davon Godchaux DT - 93 Lawrence Guy DT - 51 Ronnie Perkins DE - 50 Chase Winovich DE - 91 Deatrich Wise Jr. DE Linebacker - 8 Ja'Whaun Bentley MLB - 54 Dont'a Hightower MLB - 9 Matthew Judon OLB - 36 Brandon King OLB - 48 Harvey Langi MLB - 55 Josh Uche OLB - 53 Kyle Van Noy OLB Defensive Back - 29 Justin Bethel CB - 22 Cody Davis FS - 23 Kyle Dugger SS - 27 J.C. Jackson CB - 31 Jonathan Jones CB - 32 Devin McCourty FS - 2 Jalen Mills CB - 21 Adrian Phillips SS - 26 Shaun Wade CB - 33 Joejuan Williams CB Special Team - 7 Jake Bailey P - 49 Joe Cardona LS - 3 Quinn Nordin K Lista delle riserve - 34 Joshuah Bledsoe FS (NF-Inj.) - 99 Byron Cowart DT (PUP) - 88 Troy Fumagalli TE (IR) - 24 Stephon Gilmore CB (PUP) - 59 Terez Hall OLB (PUP) - 58 Anfernee Jennings OLB (IR) - 44 Dalton Keene TE (IR) - 66 Marcus Martin C (IR) - 45 Cameron McGrone OLB (NF-Inj.) - 46 Raekwon McMillan MLB (IR) - 4 Jarrett Stidham QB (PUP) Squadra di allenamento - 96 Tashawn Bower OLB - 41 Myles Bryant S - 65 James Ferentz C - 6 Nick Folk K - 5 Brian Hoyer QB - 83 Matt LaCosse TE - -- Ben Mason FB - 97 Bill Murray DT - 87 Tre Nixon WR - 64 Alex Redmond G - 39 D'Angelo Ross CB - 68 William Sherman OT - -- Jahlani Tavai LB - 17 Kristian Wilkerson WR 53 attivi, 11 inattivi, 14 nella squadra di allenamento |
| Legenda - I rookie sono in corsivo. - Il primo ruolo è il principale mentre gli eventuali successivi indicano i ruoli secondari. - (IR) sta per Injured Reserve ed indica la lista ristretta per un solo giocatore infortunato che può tornare ad allenarsi dopo la settimana 6 e a rientrare in prima squadra dopo che questa ha giocato 8 partite. - (NF-Inj.) / (NF-Ill.) stanno rispettivamente per Non-Football Injured e Non-Football Illness ed indicano le liste dove viene inserito un giocatore che ha un infortunio o una malattia non dipendente dal football americano. - (PUP) sta per Physically Unable to Perform ed indica la lista dove viene inserito un giocatore mentre è in attesa di recuperare la condizione fisica. Nella stagione regolare dopo la sesta partita giocata dalla propria squadra, il giocatore ha tempo tre settimane per riprendere ad allenarsi, più tre settimane aggiuntive dal suo rientro agli allenamenti per rientrare in prima squadra. |

## Calendario
| Stagione regolare |                    |                         |                    |                    |                         |                    |
| Turno             | Data               | Avversario              | Risultato          | Record             | Stadio                  | Sintesi            |
| 1                 | 12 settembre       | Miami Dolphins          | S 16–17            | 0–1                | Gillette Stadium        | Recap              |
| 2                 | 19 settembre       | at New York Jets        | V 25–6             | 1–1                | MetLife Stadium         | Recap              |
| 3                 | 26 settembre       | New Orleans Saints      | S 13–28            | 1–2                | Gillette Stadium        | Recap              |
| 4                 | 3 ottobre          | Tampa Bay Buccaneers    | S 17–19            | 1–3                | Gillette Stadium        | Recap              |
| 5                 | 10 ottobre         | at Houston Texans       | V 25–22            | 2–3                | NRG Stadium             | Recap              |
| 6                 | 17 ottobre         | Dallas Cowboys          | S 29–35 (dts)      | 2–4                | Gillette Stadium        | Recap              |
| 7                 | 24 ottobre         | New York Jets           | V 54–13            | 3–4                | Gillette Stadium        | Recap              |
| 8                 | 31 ottobre         | at Los Angeles Chargers | V 27–24            | 4–4                | SoFi Stadium            | Recap              |
| 9                 | 7 novembre         | at Carolina Panthers    | V 24–6             | 5–4                | Bank of America Stadium | Recap              |
| 10                | 14 novembre        | Cleveland Browns        | V 45–7             | 6–4                | Gillette Stadium        | Recap              |
| 11                | 18 novembre        | at Atlanta Falcons      | V 25–0             | 7–4                | Mercedes-Benz Stadium   | Recap              |
| 12                | 28 novembre        | Tennessee Titans        | V 36–13            | 8–4                | Gillette Stadium        | Recap              |
| 13                | 6 dicembre         | at Buffalo Bills        | V 14–10            | 9–4                | Highmark Stadium        | Recap              |
| 14                | Settimana di pausa | Settimana di pausa      | Settimana di pausa | Settimana di pausa | Settimana di pausa      | Settimana di pausa |
| 15                | 18 dicembre        | at Colts                | S 17–27            | 9–5                | Lucas Oil Stadium       | Recap              |
| 16                | 26 dicembre        | Bills                   | S 21–33            | 9–6                | Gillette Stadium        | Recap              |
| 17                | 2 gennaio          | Jaguars                 | V 50–10            | 10–6               | Gillette Stadium        | Recap              |
| 18                | 9 gennaio          | at Miami Dolphins       | S 24–33            | 10–7               | Hard Rock Stadium       | Recap              |

Note: gli avversari della propria division sono in grassetto.

### Playoff
| Playoff   |            |                      |           |        |                  |         |
| Turno     | Data       | Avversario (seed)    | Risultato | Record | Stadio           | Sintesi |
| Wild Card | 15 gennaio | at Buffalo Bills (3) | S 17–47   | 0–1    | Highmark Stadium | Recap   |

## Premi

### Premi settimanali e mensili
- Nick Folk:

giocatore degli special team della AFC della settimana 5
- Adrian Phillips:

difensore della AFC della settimana 8
- J.C. Jackson:

difensore della AFC del mese di novembre
- Mac Jones:

rookie offensivo del mese di novembre